# Барвінкова і тюльпанова гори
Барві́нкова і Тюльпа́нова го́ри — заповідне урочище в Україні. Об'єкт розташований на території Світловодського району Кіровоградської області, біля західної околиці села Подорожнє.
Площа 5,2 га. Статус присвоєно згідно з рішенням Кіровоградського облвиконкому № 325 від 21.09.1987 року. Перебуває у віданні ДП «Світловодський лісгосп» (Золотарівське лісництво, кв. 34, вид. 10).
Статус присвоєно для збереження частини лісового масиву, в якому переважають насадження ясена, клена. У трав'яному покриві поширені лікарська і декоративна рослина — барвінок малий, а також тюльпан дібровний, вид, занесений до Червоної книги України.

## Галерея

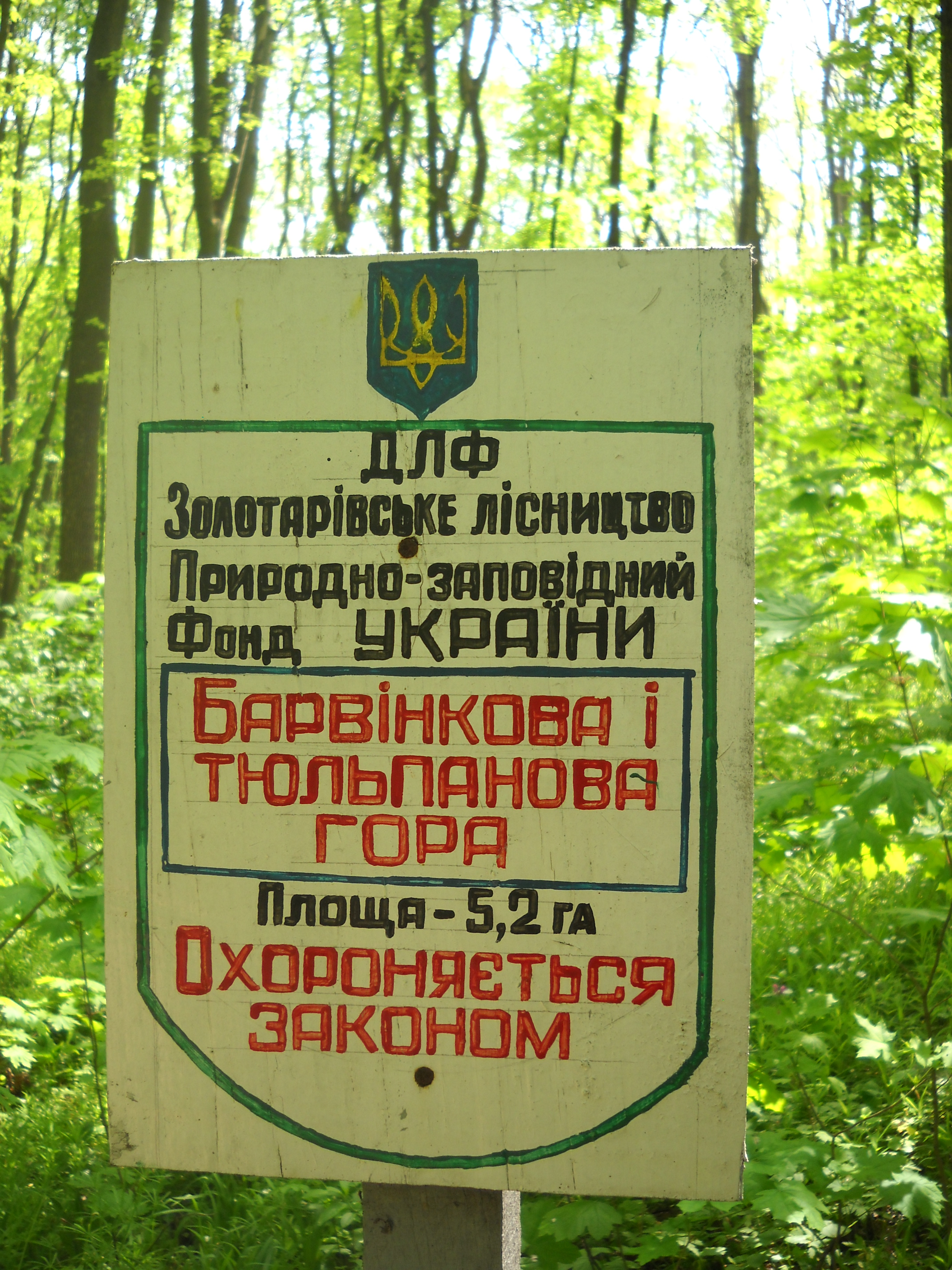
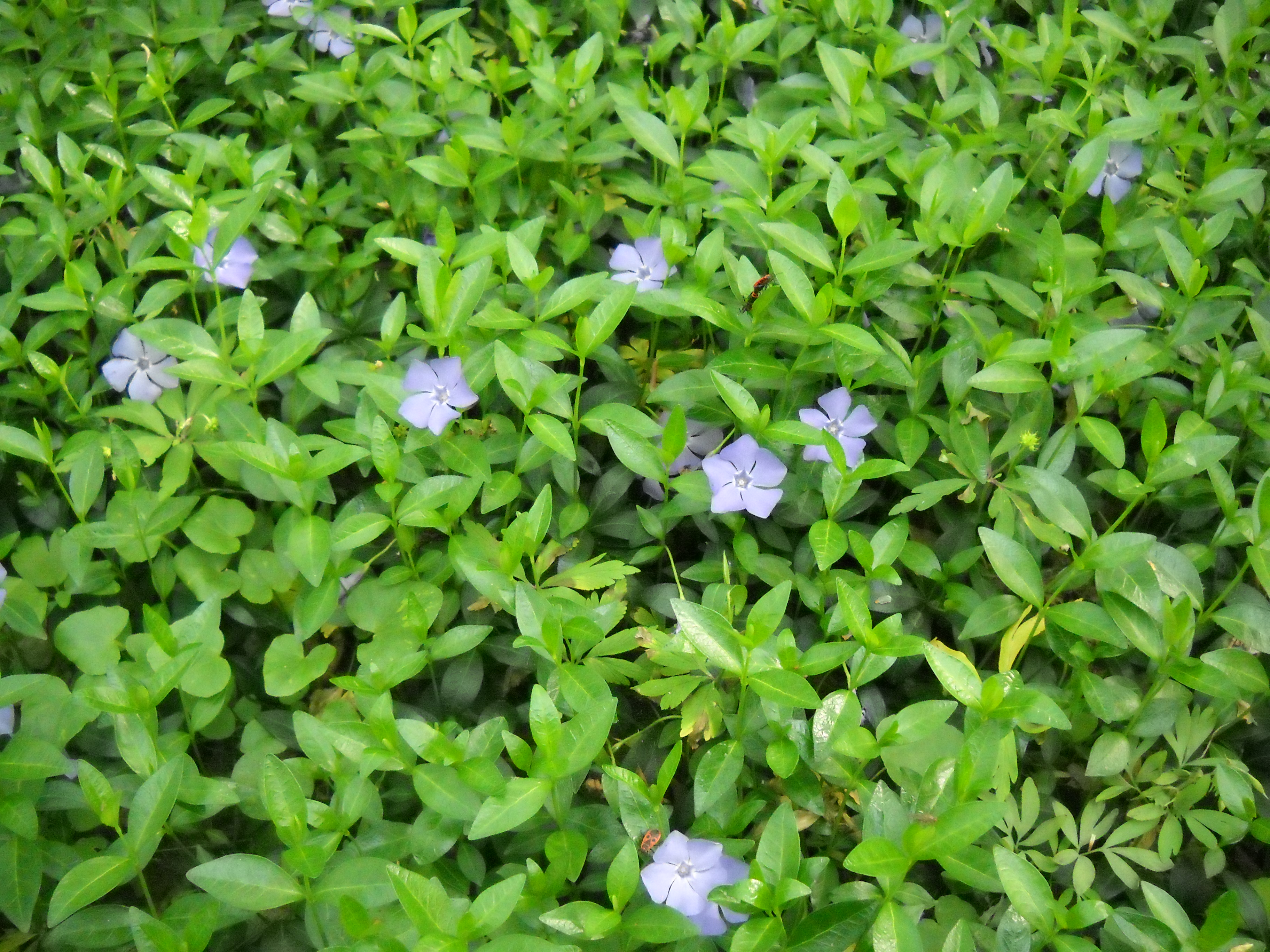
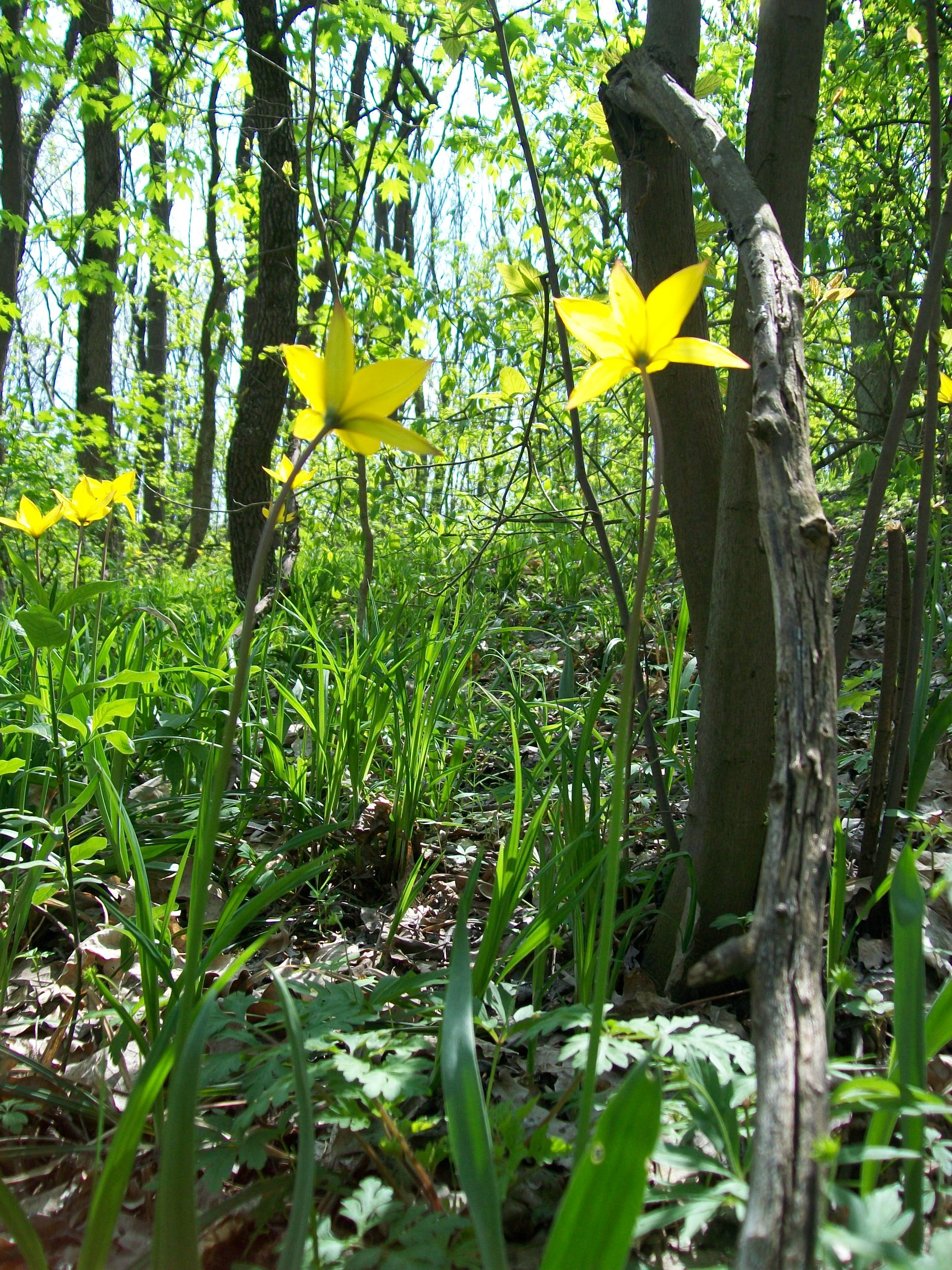